# Богатырёв, Альберт Асланович
Альберт Асланович Богатырёв (14 июня 1994, Черкесск, Россия) — российский футболист, полузащитник.

## Биография
Родился 14 июня 1994 года в Черкесске. В два года переехал с родителями в Нальчик. Футболом начал заниматься в возрасте шести лет. Первым тренером стал Анатолий Афанасьевич Алдышев. В 12 лет прошёл отбор в школе турецкого «Фенербахче», но не смог остаться в команде, так как в академию брали лишь с 14 лет. Позже выступал за молодёжную команду «Спартак-Нальчик». В 2012 году перешёл в клуб чемпионата Молдавии «Олимпия», в котором провёл два сезона, сыграл 42 матча и забил 3 гола. В сезоне 2014/15 выступал за клуб ПФЛ «Машук-КМВ». Летом 2015 года вернулся в «Спартак-Нальчик», с котором стал победителем зоны ПФЛ «Юг». Летом 2017 года подписал контракт с «Тюменью».
В июне 2018 года перешёл в ереванский «Пюник», который возглавил российский тренер Андрей Талалаев. Однако выходил на поле только в матчах еврокубков (3 игры).
В 2019 году выступал в составе любительского клуба «Кубань Холдинг» из станицы Павловской. Летом того же года перешёл в СКА (Ростов-на-Дону).

## Достижения
«Спартак-Нальчик»
- Победитель первенства ПФЛ (зона «Юг»): 2015/16